# Salvador Soliva i Romaguera
Salvador Soliva i Romaguera (Tordera, Maresme, 1745 - Madrid?, 1793) va ser un metge i botànic català.

## Trajectòria
Doctorat a Cervera, el 1771, es va establir a Madrid. Fou metge de la família reial espanyola i professor agregat al Real Jardín Botánico de Madrid, amb l'encàrrec específic d'estudiar les propietats curatives de les plantes. Membre numerari de l'Acadèmia de Ciències Naturals i Arts de Barcelona i de l'Academia Médica Matritense.

## Gènere "Soliva"
Hipólito Ruiz López i José Antonio Pavón li dedicaren un gènere de compostes americanes, el gènere "Soliva", un gènere de plantes que pertany a la família Asteraceae i compren 36 espècies. Tot i que les plantes del gènere Soliva es troben sobretot a Amèrica, n'hi ha arreu del món, incloses la Península ibèrica i les illes Balears.

## Publicacions[1]
- Disertación sobre el sen de España (1774)
- Observaciones de las eficaces virtudes nuevamente descubiertas o comprobadas en varias plantas, amb Joaquín Rodríguez, en 3 volums (1787-1790).